# Josef Gens
Josef Gens (* 14. Dezember 1943 in Köln) ist ein deutscher Hobby-Archäologe und einer der Entdecker des Poblicius-Grabmals in Köln.

## Leben und Wirken
Josef Gens, Sohn des Textilkaufmanns Heinrich Gens, entdeckte zusammen mit seinem Bruder Heinz 1964 während seiner Studienzeit bei Fundamentgrabungen unter seinem Elternhaus am Kölner Chlodwigplatz 24 das Grabmal des römischen Legionärs Lucius Poblicius.
Mit Hilfe seines Bruders und von fünf Freunden sowie der Unterstützung eines jungen Archäologen als Mentor gelang es ihm 70 tonnenschwere Reliefquader aus bis zu neun Metern Tiefe unter dem Straßenniveau zu bergen. Für 510.000 DM erwarb die Stadt Köln im Mai 1970 alle ausgegrabenen Steine von den Findern. Das Grabmal wurde im Römisch-Germanischen Museum der Stadt Köln wiedererrichtet.
Gens, der sich noch heute bewusst als Hobby-Archäologe und Hobby-Historiker bezeichnet, überraschte die Fachwelt nicht nur mit diesem bedeutenden Fund, sondern er lieferte dazu auch eine erste Rekonstruktionszeichnung des Grabmals, eine archäologische Funddokumentation und über erste Forschungen den Nachweis, dass schon im Jahre 1884 erste Reliefquader des Poblicius- und eines Nachbar-Grabmals am Chlodwigplatz gefunden wurden.
Nach über 40 Jahren Berufstätigkeit als Maschinenbauingenieur bei Klöckner-Humboldt-Deutz bzw. der Deutz AG nahm Gens seine Forschungstätigkeiten zum Poblicius-Grabmal und der Kölner Stadtgeschichte im Jahr 2005 wieder auf und veröffentlichte 2009 einen weiteren Rekonstruktionsversuch zum Grabmal.
2012 erhielt Gens den Severins-Bürgerpreis in Anerkennung seiner Leistung für Brauchtum und Kultur der Stadt Köln. Laudator war der Leiter des Römisch-Germanischen Museums, Marcus Trier.
Im Jahr 2013 veröffentlichte Gens das Buch „Grabungsfieber“, in dem er sowohl die Geschichte der Ausgrabung, als auch seine bisherigen Forschungsergebnisse zum Poblicius-Grabmal vorstellte. In den Folgejahren erhielt Gens für weitere Forschungen Zugang zu den Bibliotheken, Archiven und Depots des Römisch-Germanischen Museums in Köln und des Rheinischen Landesmuseums Bonn. Die Ergebnisse dieser Forschungen überreichte er in zahlreichen Dateien und Tabellen im Jahr 2016 den genannten Museen.
Im Jahr 2017 veröffentlichten Gens und Hermann Krüssel, Oberstudienrat am Aachener Pius-Gymnasium das Buch „Das Poblicius-Denkmal – Köln in augusteischer Zeit“, in dem beide ihre gemeinsamen Forschungen der Jahre 2014 bis 2017 vorstellten. Auf besonderes Interesse stießen dabei die von den beiden vorgenommenen – weitaus früheren – Datierungen des Poblicius-Grabmals und des Gründungszeitpunkts der Ubiersiedlung.
Weitere Forschungsergebnisse publizierte Gens im Jahr 2018 über die „Logistik und Bautechnik römischer Werkhütten“ und im Jahr 2019 – wiederum gemeinsam mit Hermann Krüssel – über „Neue Erkenntnisse zur Statue von Burtscheid“.

## Schriften
- Funddokumentation Gens 1967 (Archiv des Römisch-Germanischen Museums seit Juli 1967; in der Arachne-Datei des Archäologischen Institutes der Universität Köln seit 2009), publiziert 2013 im Buch „Grabungsfieber“ S. 260–331.
- Beschreibung der ersten Rekonstruktion des Poblicius-Grabmals 1967 (Archiv des Römisch-Germanischen Museums seit August 1967), publiziert 2013 im Buch „Grabungsfieber“ S. 332–337.
- Grabungsfieber. Die abenteuerliche Entdeckung des Poblicius-Grabmals. Kiepenheuer und Witsch, Köln 2013, ISBN 3-462-03839-7.
- mit Hermann Krüssel: Secretum Poblicii – Das Kölner Pobliciusdenkmal – Neue Erkenntnisse aus philologischer, epigrafischer und technisch archäologischer Sicht. In: Pro Lingua Latina Heft 16, Frühjahr 2015, S. 155–197.
- Das Poblicius-Denkmal – Köln in augusteischer Zeit. Mainz Verlag, Aachen 2017, ISBN 978-3-86317-029-5.
- De Arte Officinarum – Logistik und Bautechnik römischer Werkhütten – dargestellt am Beispiel des Poblicius-Grabmals. In: Pro Lingua Latina Heft 19, Frühjahr 2018, S. 41–57 (Digitalisat).
- mit Hermann Krüssel: Statua Porcetensis – Neue Erkenntnisse zur Statue von Burtscheid. In: Pro Lingua Latina Heft 20, Frühjahr 2019, S. 19–29 (Digitalisat).

## Presse (Auswahl)
- Im Bann des antiken Faun. In: Kölnische Rundschau 16. Mai 1967.
- Under the haberdashery by the city gate. In: Time Magazin 1. Dezember 1967.
- Archäologie / Römergrab: Faun nach Feierabend. In: Der Spiegel. Nr. 50, 1967, S. 201–202 (online – 4. Dezember 1967).
- Carl Dietmar: Poblicius-Grabmal. Geschichte eines Sensationsfundes. In: Kölner Stadtanzeiger 1./2. September 2012, S. 35.
- Der Mann, der das Römergrab im Keller fand. In: Kölnische Rundschau 3. September 2012
- Andreas Fasel: Der unglaubliche Fund eines Hobby-Archäologen. In: Die Welt 8. September 2013.
- Andreas Fasel: im Keller. In: Die Welt 11. September 2013.
- Grab Mal. In: Süddeutsche Zeitung 24. März 2014, S. 3 (Digitalisat).

## Film & Radio
- Geheimsache Römergrab – Sensationsfund unter meinem Haus, Gespräch mit Video-Einspielungen, Deutschland, 2014, 58:13 Min. Moderatorin: Birgit Klaus. Gast: Josef Gens, Produktion. WDR. BR-alpha, SWR, Reihe: Planet Wissen, Erstsendung: 10. Juni 2014 bei WDR, BR-alpha, Inhaltsangabe (Memento vom 21. Mai 2015 im Webarchiv: archive today mit online Videos von WDR.)
- Petra Müller: Josef Gens – Archäologe durch Zufall: Auf Römerspuren im eigenen Keller. In WDR 5, Erlebte Geschichten, 27. Oktober 2013, mit Audiodatei, 24 Min.